# 陳重權

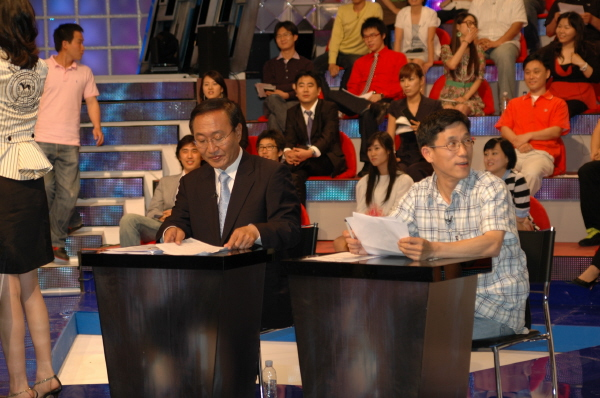
陳重權（右）

陳重權（韓語：진중권，1963年4月27日—），大韩民国的美学者、哲学家、教育家、记者、大学教授。

## 生平
陳重權為1986年首爾大學文理科大学美学科卒业，1992年於同校獲得美学硕士学位。其後參加文学艺术硏究会、勞动者文化艺术运动联合会等組識。
1993年赴德國留学。1994年於柏林自由大学哲学博士班入学，但在中途退學歸國。現任日本中央大學德語文学兼任教授、KAIST文化技術大学院兼任教授、韓國藝術綜合學校招聘教授、进步新党宣傳大使。